# 小行星3501
小行星3501（英語：3501 Olegiya）是一颗围绕太阳公转的小行星。1971年8月18日，塔瑪拉·米哈伊洛夫那·斯米爾諾娃在克里米亚发现了此天体。
这颗小行星的绝对星等为70.83425等。